# Hartmut Molata
Hartmut Molata (* 16. April 1956) ist ein ehemaliger deutscher Fußballspieler, der in den 1970er Jahren für den FC Carl Zeiss Jena, den FC Rot-Weiß Erfurt und die BSG Chemie Leipzig in der DDR-Oberliga, der höchsten Spielklasse im DDR-Fußball aktiv war. Er war Junioren-Nationalspieler. 

## Sportliche Laufbahn
Bis 1972 spielte Hartmut Molata in der Nachwuchsabteilung der Betriebssportgemeinschaft (BSG) Stahl Maxhütte und wechselte danach zum Oberligisten FC Carl Zeiss Jena. Bis 1974 spielte er in der Junioren-Oberliga und bestritt 1973 zwei Länderspiele mit der Junioren-Nationalmannschaft. Bereits 1973 kam er in dem Viertelfinal-Pokalspiel Stahl Riesa – FC Carl Zeiss (1:3) erstmals in der 1. Mannschaft  zum Einsatz. Für die Saison 1974/75 wurde Molata für die zweitklassige DDR-Ligamannschaft  FCC II gemeldet. Von den 22 Ligaspielen bestritt er 16 Partien, in denen er hauptsächlich als Mittelstürmer aufgeboten wurde und zwei Tore erzielte. In der folgenden Spielzeit wurde Molata erstmals in der DDR-Oberliga eingesetzt. Zwischen dem 21. und 26. Spieltag wurde er fünfmal als Stürmer aufgeboten, und mit drei Toren erfüllte er die in ihn gesetzten Erwartungen. Daneben spielte er weiter in der 2. Mannschaft, für die er von den 22 Ligaspielen elf Begegnungen bestritt und sieben Tore erzielte. Zur Saison 1976/77 wurde er zum ersten Mal offiziell für die Oberligamannschaft nominiert. Zunächst wurde er jedoch in der Nachwuchsoberliga eingesetzt, wo er mit der bisherigen 2. Mannschaft die meisten Punktspiele absolvierte. Nachdem er sich dort in den ersten sieben Spielen mit fünf Toren hervorgetan hatte, kam er erstmals am 8. Oberligaspieltag in der 1. Mannschaft zum Einsatz. Bei seinen neun Einsätzen stand er aber nur viermal in der Startelf, und seine zwei Tore reichten auch nicht für einen Stammplatz in der 1. Mannschaft. In der Nachwuchsoberliga kam Molata schließlich auf 15 Spiele und sechs Tore. Am Ende der Saison trennte sich der FC Carl Zeiss Jena von Molata. 
Dieser schloss sich zur Saison 1977/78 dem Oberligisten FC Rot-Weiß Erfurt an. Dort bestritt er nur die Oberligaspiele 2, 3, und 4 und erzielte ein Tor. Im November 1977 wurde er für 18 Monate in die Nationalen Volksarmee eingezogen. Nach seiner Entlassung ging er zum Oberligisten BSG Chemie Leipzig, wo er noch am letzten Spieltag der Saison 1979/80 sein einziges Oberligaspiel für die Leipziger bestritt. Die Betriebssportgemeinschaft BSG beendete die Saison als Absteiger und spielte 1980/81 in der DDR-Liga. In den 22 DDR-Ligaspielen gelang es Molata bei seinen 17 Einsätzen nicht, sich in die Stammelf hineinzuspielen. Er schoss zwar sechs Tore, stand aber nur neunmal in der Startelf und bestritt nur fünf Spiele über die volle Dauer. 
Nach der für ihn unbefriedigend verlaufenen Saison wechselte Molata zur Spielzeit 1981/82 zum DDR-Ligisten Motor Rudisleben, wo er für zwei Spielzeiten blieb. Sein Trainer Klaus Bangert setzte ihn regelmäßig als Linksaußenstürmer ein und fand damit die ideale Position für Molata. Von langwierigen Verletzungen verschont, bestritt dieser von den 44 Ligaspielen 37 Partien und war insbesondere 1982/83 ein erfolgreicher Torschütze und mit seinen zehn Treffern Torschützenkönig seiner Mannschaft. Trotz dieser positiven Entwicklung nahm der 27-Jährige im Sommer 1983 einen erneuten Wechsel vor und schloss sich dem DDR-Liga-Aufsteiger BSG Werkzeugkombinat Schmalkalden an. Auch hier konnte er sich als Stammspieler etablieren, indem er von den 22 Spielen der Saison 1983/84 20 Partien bestritt. Er stürmte weiterhin auf der Linksaußenposition, kam aber nur zu einem Torerfolg. Der BSG des Werkzeugwerkes gelang es nicht, sich in der DDR-Liga zu halten und stieg wieder in die Bezirksliga ab. Sowohl die BSG als auch Hartmut Molata kehrten danach nicht mehr in den höherklassigen Fußball zurück. Molata blieb noch bis 1990 bei WK Schmalkalden.